# Anubis hexastictus
Anubis hexastictus là một loài bọ cánh cứng trong họ Cerambycidae.